# Phasmahyla
Phasmahyla és un gènere d'amfibis anurs de la família Hylidae. Les espècies d'aquesta granota arborícola es distribueixen pel sud-est del Brasil.

## Taxonomia
- Phasmahyla cochranae (Bokermann, 1966)
- Phasmahyla exilis (Cruz, 1980)
- Phasmahyla guttata (Lutz, 1924)
- Phasmahyla jandaia (Bokermann & Sazima, 1978)
- Phasmahyla timbo (Cruz, Napoli & Fonseca, 2008)